# Imanol Harinordoquy
 Imanol Harinordoquy  (Bayona, 20 de febrero de 1980) es un exjugador de rugby francés que completó el grueso de su carrera defendiendo los colores del Biarritz Olympique y ha jugado en la Selección de rugby de Francia. Harinordoquy desempeñó su carreras alternando las posiciones de  número 8 y  flanker.

## Carrera

### Clubes
Harinordoquy empezó a jugar a rugby amateur en el equipo de Unión sportiva Nafarroa de Saint Jean Pied de Port, pueblo donde residía, donde coincidió con su futuro compañero Biarrot Damien Traille, se vio obligado a trasladarse a Pau para estudiar ingeniería superior agrícola y allí comenzó a jugar con el Pau, En la temporada 1999-2000 llegaron hasta semifinales del campeonato francés, en la 2000-2001 consigiuen clasificarse para la Copa de Campeones en lo que sería la tercera y última del Pau. De este modo Harinordoquy debuta en la Copa de Europa contra Leicester Tigers en un partido que perdieron por 46-18, hicieron un gran torneo donde caerían en cuartos de final ante Stade Français Paris por 36-19. En la temporada 2000-01 Harinordoquy juega con el Pau la European Challenge Cup donde consiguen llegar de nuevo a otra final europea perdiendo nuevamente por 38-9 esta vez ante London Irish, las dos siguientes temporadas en Pau ya no fueron tan brillantes para el equipo verdiblanco en competiciones europeas.
En la temporada 2004-2005 , el Biarritz hace varias contrataciones importantes entre ellas la de Harinordoquy. Después de una muy buena campaña europea con una victoria ante Leicester Tigers y contra London Wasps, Biarritz es finalmente eliminado en semifinales contra Stade Français por 20-17 con un ensayo en el último minuto del partido, aunque el equipo vasco se tomó la revancha en la final del top 14 al ganarles en la prórroga por 37-34. En la 2005-2006, Haridornoquy vuelve a cosechar otra fantástica temporada al llegar a las finales del top 14 y de la HCup. En Europa jugaron la final contra los irlandeses de Munster en el Millennium Stadium de Cardiff donde perdieron por 23-19. Y en el campeonato nacional, juegan la final ante Stade Toulousain, la cual ganaron por 40-13.
En algunos partidos importantes de la Heineken Cup, el BO comienza a jugar como local en el estadio de Anoeta de San Sebastián donde en Biarritz es capaz de meter a 32000 personas. El campeonato del top 14 de la temporada 2005-06 es el último título que Haridornoquy consiguió; a lo largo de las siguientes temporadas, el Biarritz Olympique perdió potencial progresivamente, lo que lo llevó a descender de categoría en la temporada 2013-2014. En el verano de 2014 ficha por Stade Toulousain para dos años después dar fin a su carrera debido a los problemas físicos.

### Internacional
En 2002 Harinordoquy fue seleccionado por primera vez con Selección de rugby de Francia para formar parte del equipo que jugaría el Torneo de las Seis Naciones 2002. Jugó su primer partido ante Selección de rugby de Gales donde "Les Bleus" ganaron por 37-33, Harinordoquy colaboró para que Francia se llevara el torneo con Grand Slam (rugby) incluido. Harinordoquy va siendo conocido en el mundo del rugby no solo por sus condiciones técnicas y físicas sino también por su carácter lo que le lleva a ser nombrado como el vice-capitán no oficial del equipo nacional y es convocado para la Copa Mundial de Rugby de 2003 donde llegaron a semifinales, donde pierden ante Inglaterra por 24-7. En 2005 se vuelve a ganar otro grand slam en el Torneo de las Seis Naciones.

### Controversias
En noviembre de 2011 en la disputa del derbi entre Biarritz Olympique y Aviron Bayonnais, Imanol Harinordoquy se vio envuelto en un episodio que, a través de los años, le hizo ser motivo de burlas y mofas: en mitad de una trifulca, su padre Lucien Harinordoquy bajó desde la grada al terreno de juego para defenderlo. Este episodio dio paso a numerosos cánticos de las aficiones contrarias que se burlaban de él

### Palmarés y distinciones notables
- Campeón del Top 14 de 2004-05 y 2005-06.
- Campeón de la European Challenge Cup de 2011-12.
- Campeón del Torneo de las Seis Naciones de 2007 con Grand Slam, 2002, 2004 y 2010.
- Seleccionado para  jugar con los Barbarians

## Carrera extradeportiva
Imanol Harinordoquy es uno de los jugadores de rugby más populares de Francia y el es más reconocido internacionalmente.
Creó su propia marca de ropa el otoño-invierno de 2009 en sociedad con Vincent Verger y North Company Group. Siete años más tarde, vendió sus tiendas a un grupo parisino especializado en productos de cuero.
En 2003, abrió una academia de rugby juvenil que desempeña su actividad cada verano en Biarritz (stageimanol.com).
En 2014, abrió su primera bodega: la bodega "Les Contrebandiers" en Biarritz antes de franquiciar el concepto. En septiembre de 2015, se abren establecimientos en Pau y Saint-Étienne.
En 2015, después de cuatro años de trabajo y reflexión, comenzó con su compañero Lionel Osmin, distribuidor instalado en Morlaàs , la comercialización de una amplia gama de vinos extranjeros exclusivamente en Francia mediante la creación de bar especializado llamado "Vinos de los contrabandistas".
Desde 2016 hace labores como comentarista para el programa de Canal+ (Francia) Canal Rugby Club, donde analizan los partidos de liga del Top14